# لي موسى
لي موسى (بالإنجليزية: Lee Moses)‏ هو مغن مؤلف أمريكي، ولد في 13 مارس 1941 في أتلانتا في الولايات المتحدة، وتوفي بنفس المكان في 1997.

## وصلات خارجية
- لي موسى على موقع ميوزك برينز (الإنجليزية)
- لي موسى على موقع ديسكوغز (الإنجليزية)